# Diocesi di Piacenza-Bobbio

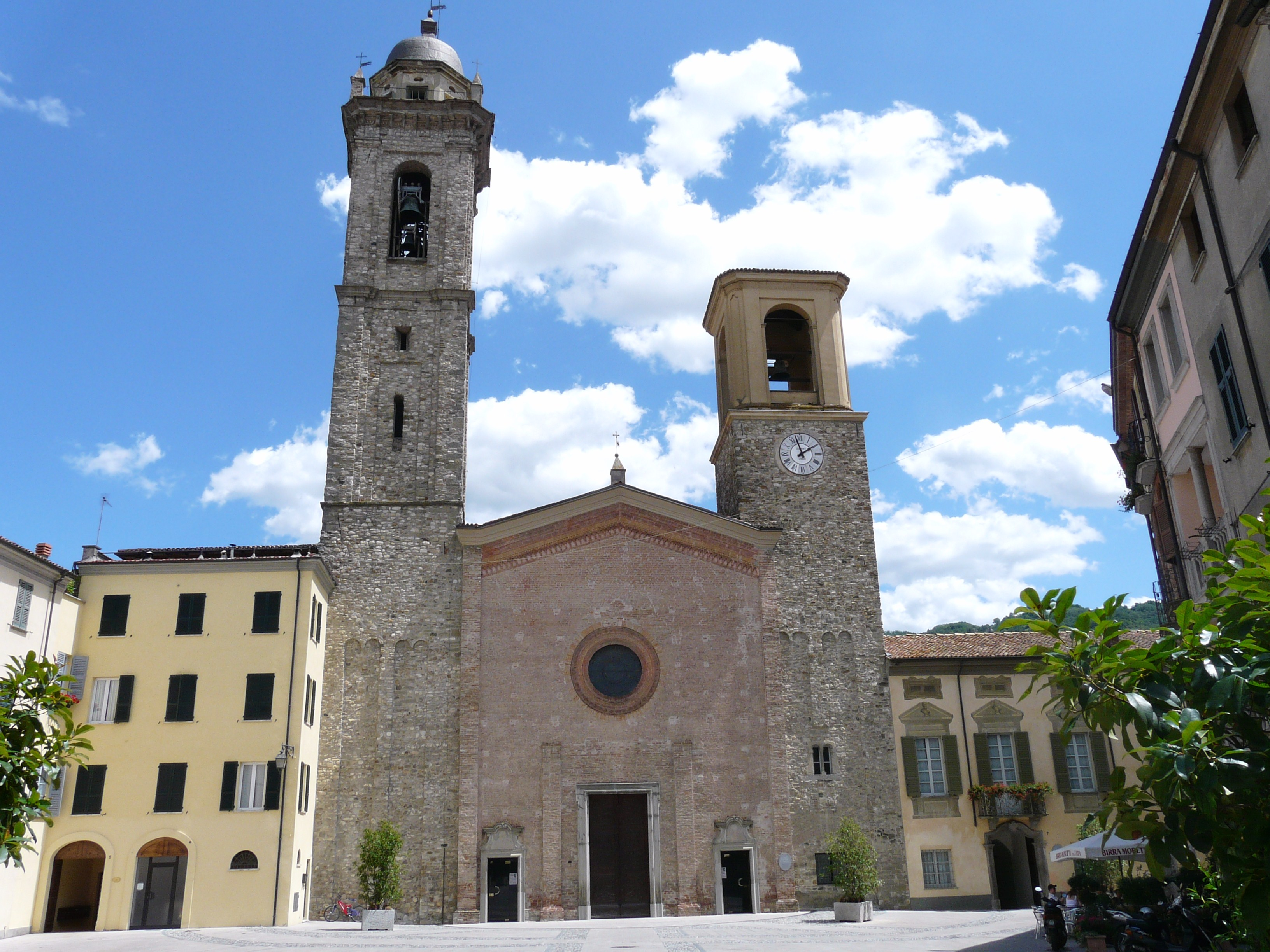
La concattedrale di Santa Maria Assunta a Bobbio

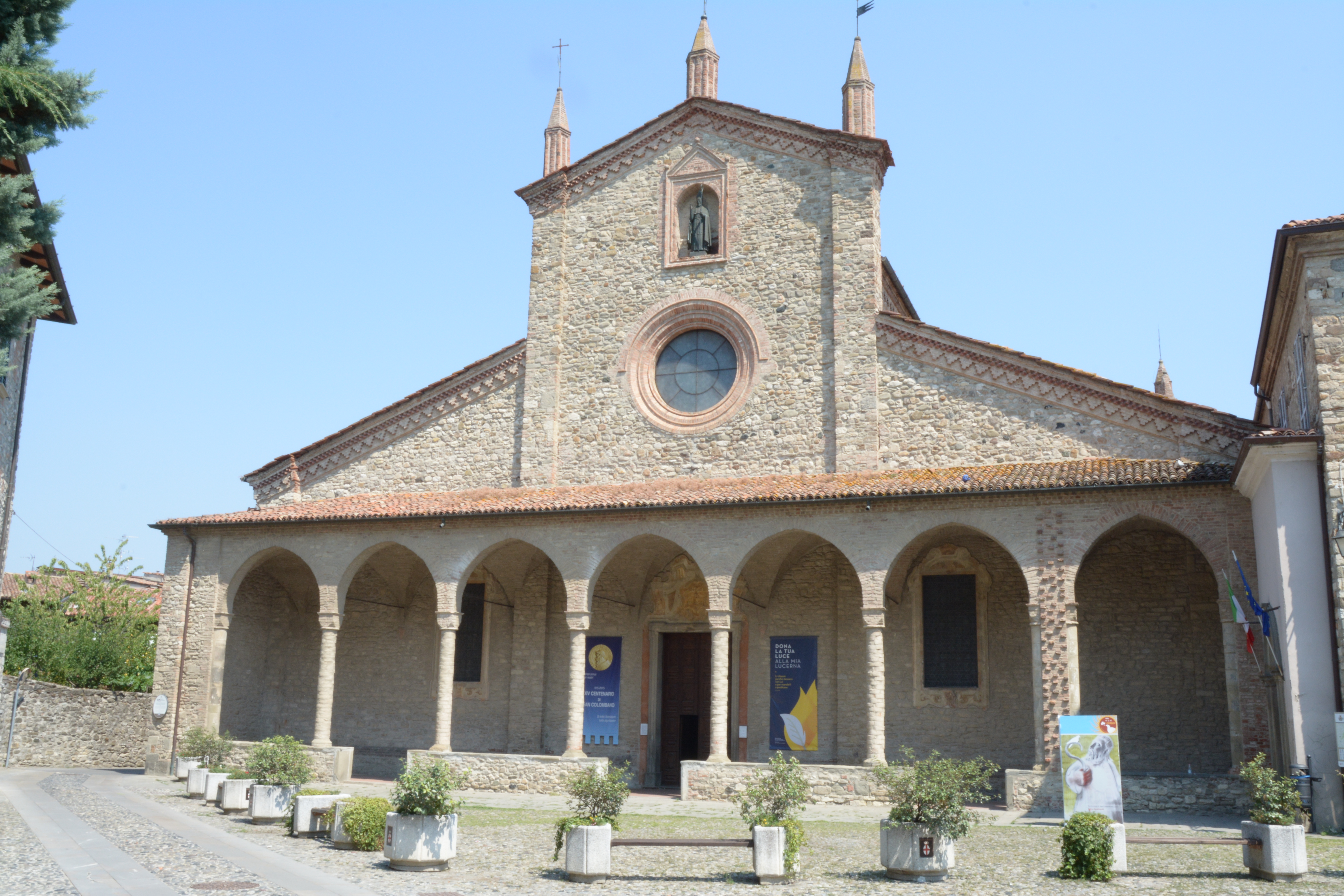
L'abbazia di San Colombano a Bobbio

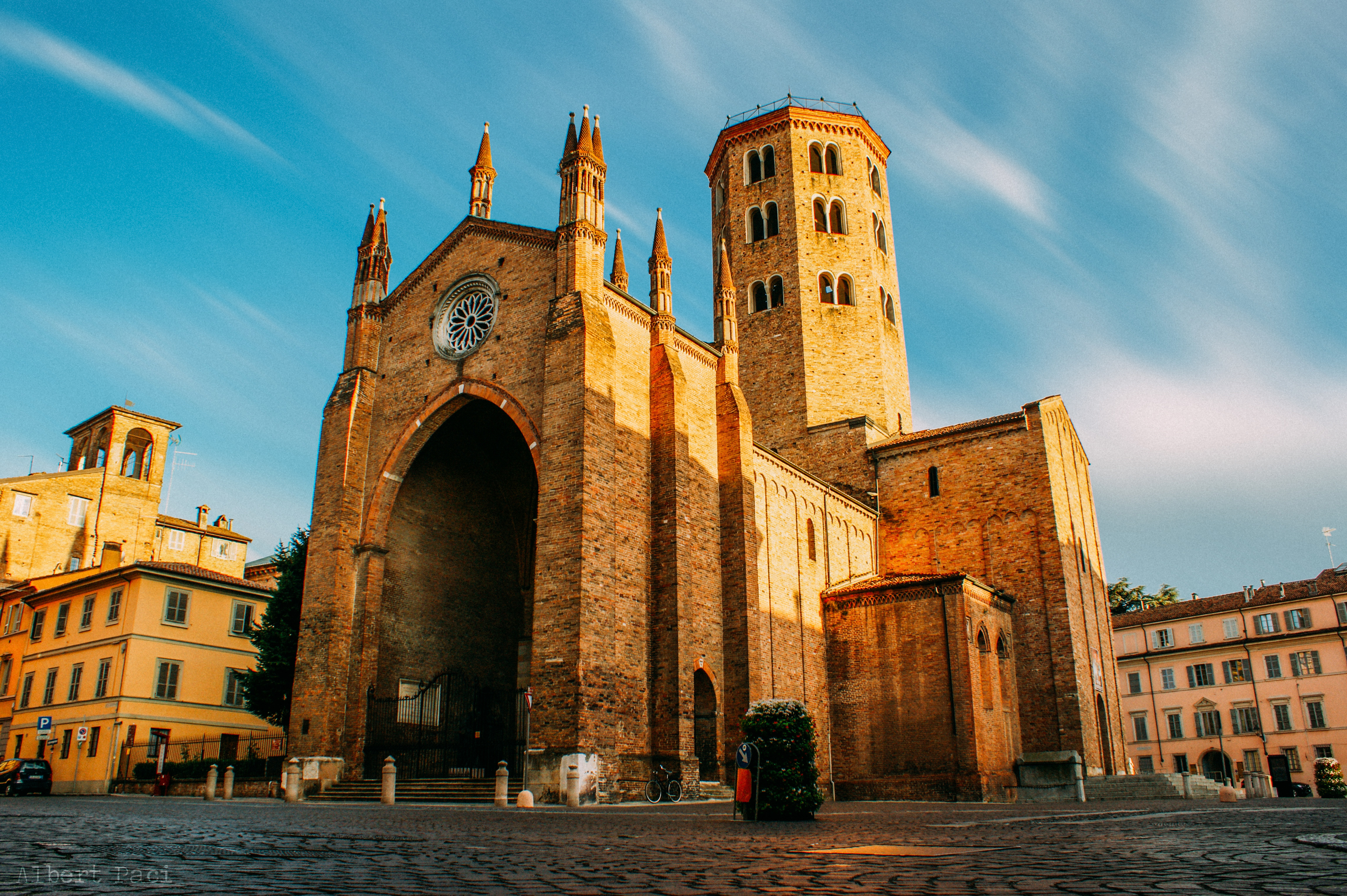
La basilica di Sant'Antonino a Piacenza

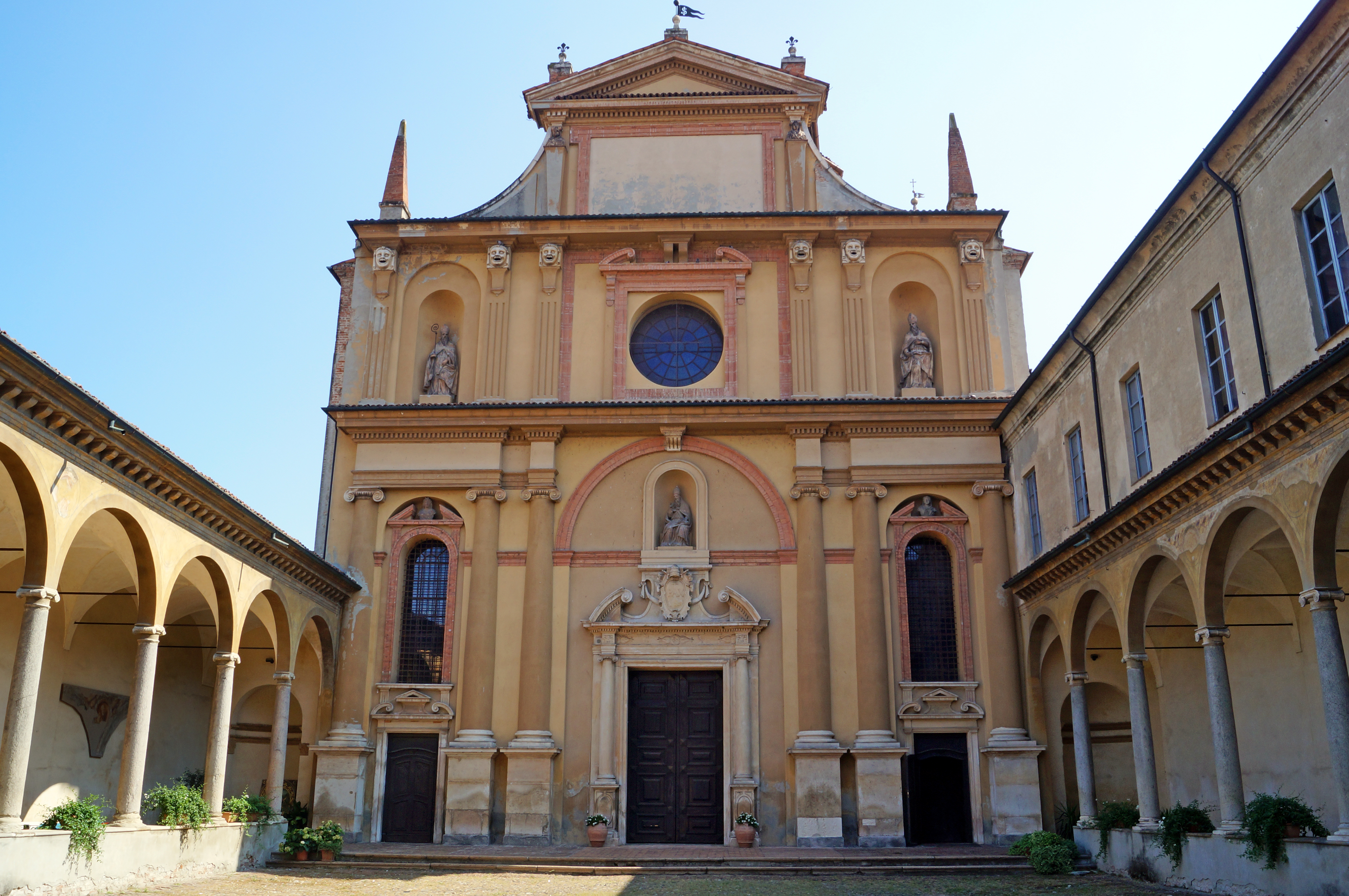
La chiesa di San Sisto a Piacenza

La diocesi di Piacenza-Bobbio (in latino Dioecesis Placentina-Bobiensis) è una sede della Chiesa cattolica in Italia suffraganea dell'arcidiocesi di Modena-Nonantola appartenente alla regione ecclesiastica Emilia-Romagna. Nel 2021 contava 286.541 battezzati su 324.685 abitanti. È retta dal vescovo Adriano Cevolotto.
Alla diocesi è unito il titolo abbaziale di San Colombano (Sancti Columbani).

## Territorio
Il territorio si estende su 3.714 km² e appartiene a 3 regioni amministrative: l'Emilia-Romagna, la Liguria e la Lombardia. È suddiviso in 7 vicariati, articolati in 38 comunità pastorali (guidate da un moderatore) che riuniscono le 418 parrocchie.
Comprende i seguenti comuni:
- in provincia di Piacenza: Agazzano, Alseno, Alta Val Tidone, Besenzone, Bettola, Bobbio, Borgonovo Val Tidone, Cadeo, Calendasco, Caorso, Carpaneto Piacentino, Castel San Giovanni, Castell'Arquato, Cerignale, Coli, Corte Brugnatella, Cortemaggiore, Farini, Ferriere, Fiorenzuola d'Arda, Gazzola, Gossolengo, Gragnano Trebbiense, Gropparello, Lugagnano Val d'Arda, Morfasso, Ottone, Piacenza, Pianello Val Tidone, Piozzano, Podenzano, Ponte dell'Olio, Pontenure, Rivergaro, Rottofreno, San Giorgio Piacentino, San Pietro in Cerro, Sarmato, Travo, Vernasca, Vigolzone, Zerba (in parte), Ziano Piacentino;
- in provincia di Parma: Albareto (in parte), Bardi, Bedonia, Bore, Borgo Val di Taro, Compiano, Tornolo, Valmozzola, Varsi;
- in provincia di Pavia: Brallo di Pregola (in parte), Colli Verdi (in parte), Menconico (in parte), Romagnese, Val di Nizza (in parte), Varzi (in parte);
- nella città metropolitana di Genova: Fontanigorda, Gorreto, Rezzoaglio, Rovegno, Santo Stefano d'Aveto.

Sede vescovile è la città di Piacenza, dove si trova la cattedrale di Santa Giustina e Santa Maria Assunta. A Bobbio si erge la concattedrale di Santa Maria Assunta.
Nel territorio diocesano sorgono poi:
- l'abbazia di San Colombano a Bobbio;
- l'abbazia di Santa Maria della Colomba a Chiaravalle della Colomba;
- la basilica del Santo Sepolcro a Piacenza;
- la basilica di Sant'Antonino a Piacenza;
- la basilica di San Savino a Piacenza;
- il santuario della Madonna di San Marco a Bedonia;
- la basilica di Santa Maria di Campagna a Piacenza;
- il santuario-basilica della Madonna dell'Aiuto a Bobbio;
- la basilica di Santa Maria delle Grazie a Cortemaggiore.

### Vicariati e parrocchie
I vicariati, guidati da un vicario foraneo, sono:
1. vicariato di Piacenza e Gossolengo: con 9 comunità pastorali;
2. vicariato della val d'Arda: con 9 comunità pastorali;
3. vicariato di val Nure: con 6 comunità pastorali;
4. vicariato bassa e media val Trebbia e val Luretta: con 3 comunità pastorali;
5. vicariato della val Tidone: con 4 comunità pastorali;
6. vicariato di Bobbio, alta val Trebbia, Aveto e Oltre Penice: con 4 comunità pastorali;
7. vicariato di val Taro e val Ceno: con 3 comunità pastorali.

## Storia

### Diocesi di Piacenza
La diocesi di Piacenza fu eretta nel IV secolo. Il primo vescovo fu san Vittore, vissuto nel IV secolo: edificò la prima chiesa vescovile chiamata dapprima vittoriana e successivamente sant'Antonino. Fu dichiarato santo dal suo successore, san Savino, che era amico di sant'Ambrogio e partecipò a vari concili combattendo strenuamente l'eresia di Ario. Rinvenne il corpo di sant'Antonino, fondò l'antica basilica di san Pietro a Bobbio assieme ad un missionario, futura prima sede della successiva abbazia di San Colombano fondata da san Colombano nel 614.
A metà del V secolo il vescovo Avito fu anche imperatore romano d'Occidente.
Verso il 616 il vescovo franco Catarasino, già monaco benedettino, fondò l'abbazia del Santissimo Salvatore e San Gallo in Val Tolla. Donnino, suo successore, lottò contro l'eresia ariana diffusa sotto re Rotari anche in Piacenza, dove era stato eletto anche un antivescovo.
Nell'VIII secolo il vescovo Desiderio secondo la leggenda fu eletto miracolosamente. Era chiamato cancelliere della Vergine per la sua bravura nello scrivere lodi alla Madonna. Costruì la chiesa di san Giovanni Battista, detta de Domo, che sarà poi demolita nel 1544 per allargare piazza Duomo.
All'inizio del IX secolo il vescovo Podone eresse la chiesa di san Pietro in foro, nella quale fu poi sepolto; le sue due sorelle furono le promotrici della costruzione della chiesa di santa Maria in Caorso. Il suo successore Seufredo II diede principio alla costruzione di una nuova cattedrale entro le mura, dedicata a santa Giustina vergine e martire, sotto di lui si eresse la chiesa di santa Brigida d'Irlanda, dedicata alla patrona d'Irlanda Santa Brigida, venne fondata dall'irlandese San Donato vescovo di Fiesole per ospitare i pellegrini irlandesi. La chiesa, assieme all'annesso xenodochio, ospedale ed ospizio dei pellegrini, in onore alla Santa Risurrezione, con vari possedimenti e beni venne donata il 20 agosto dell'850 all'abbazia di San Colombano di Bobbio. Donazione confermata con un inventario dei beni bobbiesi in Piacenza, arricchito di altre proprietà, beni e mezzi nell'anno 862 da parte dell'imperatore Ludovico II.
Nella nuova cattedrale si trasferì nell'anno 887 il vescovo Paolo I con un capitolo di trenta canonici, lasciandone quattordici in sant'Antonino; durante il suo episcopato, nell'874, era stato fondato il monastero di San Sisto.
Il vescovo Everardo nel 903 fondò il monastero e la chiesa di San Savino, dove trasportò da Le Mose il corpo di san Savino.
Una controversia oppose il vescovo Guido I al monastero di Bobbio, in quanto il vescovo voleva annettere alla diocesi alcuni territori bobbiesi. I monaci colombaniani, per difendere i loro diritti, si recarono a Pavia, dal re Ugo, portando solennemente il corpo di san Colombano, attraverso la Val Luretta e la Val Tidone; ottennero soddisfazione e riportarono il corpo del santo a Bobbio. Alla morte del vescovo Guido venne eletto Bosone figlio del re Ugo.
Il vescovo benedettino Sigifredo ricostruì San Savino e anche Sant'Antonino che consacrò nel 1014 ed istituì la Congregazione dei Parroci urbani. Fu il vescovo Dionigi che fondò il monastero e l'ospedale del Santo Sepolcro. Fu scomunicato nel 1061 per aver partecipato all'elezione di Cadolao di Parma ad antipapa; in seguito fu assolto e rimase sulla cattedra piacentina. San Bonizzone fu osteggiato ed addirittura colpito per la severità da un gruppo di nobili piacentini durante una processione; trasportato a Cremona, nel 1089 morì in seguito alle ferite riportate. Fu poi canonizzato.
Il vescovo Aldo nel 1097 prese parte alla prima crociata; seguì più volte il papa in Francia e fu stretto collaboratore di quattro pontefici. Consacrò le chiese di san Savino e di sant'Eufemia e diede inizio alla costruzione dell'attuale cattedrale. Il suo successore fu l'abate Ardaino, che contribuì alla fondazione dell'abbazia di Chiaravalle della Colomba; introdusse a Piacenza i Templari ed eresse il monastero di Quartazzola.
Dopo l'assedio di Crema (1159-1160) e la distruzione di questa città (con un conseguente bando imperiale nel 1162), le autorità comunali chiesero di non dipendere più in campo ecclesiastico dalla diocesi di Cremona (anche perché i vescovi avevano poteri signorili su di essa), ma di ottenere una propria circoscrizione ecclesiastica o, in subordine, di dipendere da una diocesi che non avesse interessi di natura politica sul territorio cremasco. Papa Alessandro III affidò così nello stesso 1162 le parrocchie cremasche alla diocesi piacentina (lasciando all'arciprete della chiesa di Santa Maria, l'attuale duomo di Crema, poteri di vicario del vescovo). Tale decisione fu rivista e cancellata da papa Innocenzo III nel 1212, ma per le pressioni del comune cremasco si giunse nel 1284 alla divisione delle stesse parrocchie tra le due diocesi di Cremona e Piacenza con la città di Crema divisa tra le sue stesse mura tra le due diocesi (e due diverse province ecclesiastiche), una situazione destinata a durare fino all'erezione della diocesi di Crema nel 1580.
Il vescovo Grimerio nel 1204 per le angherie dei consoli e del popolo piacentino riparò con il suo clero prima a Cremona e poi a Castell'Arquato. Nel 1206 papa Innocenzo III progettò di sopprimere la diocesi, ma il provvedimento non fu attuato. Nel 1208 Grimerio tenne a Piacenza un sinodo.
Vicedomino Alberico ottenne l'assoluzione dei piacentini dalla scomunica in cui erano incorsi per aver angariato il suo predecessore san Folco Scotti. Agevolò la costruzione dei monasteri di santa Chiara, di santa Franca a Pittolo e di quello dei domenicani in san Giovanni.
Nel 1580 cedette una porzione di territorio a vantaggio dell'erezione della diocesi di Crema.
Nella seconda metà del XVIII secolo la Chiesa piacentina ebbe a patire per la politica giurisdizionalista dell'infante Filippo I di Parma e del suo ministro Guillaume du Tillot, che ponevano pesanti limitazioni nella capacità della Chiesa di acquisire e possedere beni immobili e di ereditare. Addirittura gli ecclesiastici furono esclusi della successione ereditaria delle loro famiglie. Ai vescovi furono proibiti impiegati che non fossero laici e fu loro sottratta la giurisdizione sugli ospedali e sulle opere pie. Con Ferdinando di Borbone, pur profondamente credente e fautore di nuovi luoghi di culto, non cessarono ordinanze ducali per il clero e papa Clemente XIII fece affiggere un breve di protesta tanto esagerato (Monitorium), che suscitò tali reazioni che in breve tempo quasi tutti gli Stati d'Europa presero posizione contro il Papa.
Nel 1807, nel periodo napoleonico, l'Imperatore nominò vescovo di Piacenza Etienne de Paule de Fallot de Béaupré de Beaumont, fino ad allora vescovo di Gand; questo vescovo si mantenne schierato sulle posizioni gallicane che Napoleone imponeva alla Chiesa, perseguitando e imprigionando coloro che vi si opponevano. Come compenso dei suoi servigi, ricevette dall'imperatore la promozione all'arcivescovato di Bourges il 14 aprile 1813. I canonici del capitolo di Bourges furono però irremovibili nel respingere un arcivescovo che non aveva mai ottenuto un trasferimento canonicamente valido. Quando nel 1814 il Fallot fece installare il trono vescovile per celebrare il giorno seguente il solenne pontificale pasquale, i canonici lo abbatterono. Intanto la sede di Piacenza restava abbandonata, finché nel 1817 finalmente il vescovo rinunciava alla sede, pretendendo però una pingue pensione da pagarsi con le rendite della mensa vescovile.
Il 2 gennaio 1809 la diocesi di Pavia rinunciò alle parrocchie piacentine della pieve di Fontana Fredda e Roveleto di Cadeo e della pieve di Val Nure con Bettola e la pieve di Revigozzo, San Bernardino, Bramaiano, Groppoducale, Rigolo, San Giovanni, Cogno San Bassano (oggi nel comune di Farini), Leggio, Monte Ossero, Santa Maria, La Costa, Olmo, Vigolo che passarono quindi alla diocesi di Piacenza. Queste modifiche trovarono tuttavia la loro sanzione canonica solo il 16 febbraio 1820 con la bolla Paternae charitatis di papa Pio VII; la stessa stabilì il passaggio alla diocesi piacentina di una parrocchia dell'arcidiocesi di Milano e di altre 7 dalla diocesi di Lodi, e la cessione alla diocesi pavese di 3 parrocchie piacentine.
Nel luglio del 1860 il vescovo Antonio Ranza e dieci canonici furono condannati dal tribunale a quattordici mesi di reclusione per antipatriottismo. Si trattò di una condanna politica, perché il vescovo si era allontanato dalla città in occasione della visita del re Vittorio Emanuele II di Savoia e non aveva celebrato la festa dello Statuto. Durante il processo saranno testimoni contro il vescovo i sacerdoti liberali, parte di quei 63 sacerdoti (su circa 900) che avevano firmato la petizione di Carlo Passaglia a papa Pio IX, affinché rinunciasse al potere temporale. A un sacerdote che non aveva ritrattato la sua adesione al documento di Passaglia, il vescovo Ranza negò i sacramenti in punto di morte, il che gli costò un nuovo processo e una nuova condanna da parte del tribunale civile.
Il 20 giugno 1964, in forza del decreto Quo aptius della Congregazione per i vescovi, acquisì dalla diocesi di Luni, ossia La Spezia, Sarzana e Brugnato la località di Case Fazzi, nel comune di Tornolo, fino ad allora appartenente alla parrocchia di Scurtabò.
In origine la diocesi piacentina era soggetta alla provincia ecclesiastica dell'arcidiocesi di Milano. Verso la fine del VII secolo divenne suffraganea dell'arcidiocesi di Ravenna fino al 1155, anno in cui fu resa immediatamente soggetta alla Santa Sede. Tranne una breve parentesi nel XVI secolo, in cui fu soggetta alla provincia ecclesiastica di Bologna, e all'inizio dell'Ottocento, quando fu legata alla metropolia genovese, Piacenza rimase sempre soggetta alla Santa Sede fino all'8 dicembre 1976, quando divenne suffraganea dell'arcidiocesi di Modena.
In diocesi sono sorte numerose congregazioni religiose: Brigida Morello nel XVII secolo istituì le Suore orsoline di Maria Immacolata; Anna Rosa Gattorno fondò le Figlie di Sant'Anna; nel 1882 Giuseppe Masnini fondò le Suore ancelle del santuario; il vescovo Giovanni Battista Scalabrini istituì i missionari e le missionarie di San Carlo; Francesco Torta nel 1921 fondò le Suore della Divina Provvidenza per l'Infanzia Abbandonata.

### Diocesi di Bobbio
L'origine della sede di Bobbio risale alla creazione di un monastero da parte del santo irlandese Colombano, nell'autunno del 614.
L'11 giugno 628 per le istanze dell'abate san Bertulfo recatosi in pellegrinaggio a Roma, papa Onorio I, con la bolla Si semper sunt, dichiarò l'abbazia di San Colombano di Bobbio immediatamente soggetta alla Santa Sede (nullius dioecesis) ed esente da ogni giurisdizione vescovile. All'epoca dell'abate san Bobuleno, papa Teodoro I confermò con dichiarazioni più precise l'indipendenza del monastero e delle sue dipendenze da qualsiasi giurisdizione vescovile. In seguito l'abbazia, dal periodo longobardo al periodo dei sovrani carolingi.
Dopo la metà del X secolo il monastero iniziò a decadere. La protezione imperiale e quella pontificia iniziarono ad affievolirsi, mentre l'assegnazione della carica di abate a personalità che non la esercitavano effettivamente, considerandola soltanto una fonte di reddito, portò problemi amministrativi. Una ripresa si ebbe quando ne divenne abate Gerberto di Aurillac, futuro papa Silvestro II, nominato nel 982 da Ottone II. Gerberto rimase a Bobbio pochi mesi, tornando a Reims dopo la morte dell'Imperatore per contrasti ma rimanendo abate fino al 999 quando fu nominato papa.
La sede vescovile di Bobbio nacque il 14 febbraio del 1014, per opera dell'imperatore Enrico II e di papa Benedetto VIII, primo vescovo diviene l'abate Pietroaldo (999-1017), designato in precedenza da Silvestro II come suo successore. A lui si deve la trasformazione in sede vescovile, per scongiurare i tentativi di usurpazione da parte dei vicini vescovi di Piacenza e Tortona. 
Il progetto fu definito nel dicembre del 1013 con l'incontro ufficiale a Pavia fra Enrico II e l'abate del monastero bobbiese Pietroaldo per cercare di porre definitivamente termine ai contrasti passati fra il monastero e le diocesi vicine con varie usurpazioni del patrimonio monastico. Con l'elevazione del monastero a sede vescovile si toglieva ogni pretesto di interferenza. Il 14 febbraio 1014 Enrico II è a Roma per la solenne incoronazione con la consorte Cunegonda, e lì viene dato seguito al progetto, elevando Bobbio a città e sede vescovile.
L'abate-vescovo Pietroaldo quindi assume entrambi i titoli, abbaziale e vescovile, che compaiono in un atto datato 7 aprile 1017 in cui Pietroaldo è chiamato abbate e vescovo: [domn]us Petroaldis abbas et episcopus monasterio sancti Columbani sito Bobio.
L'unione delle due cariche e dei territori spettanti venne scissa dopo la morte di Pietroaldo, anche se in seguito vi furono ancora abati eletti vescovi; comunque il conferimento della dignità episcopale all'abate venne superato in breve tempo. A partire dal terzo decennio e fino al termine dell'XI secolo i vescovi che si succedettero non sembrano più coincidere con gli abati del monastero, mentre dalla fine del terzo e fino all'inizio del quinto decennio del XII secolo le dignità episcopale e abbaziale furono di nuovo assunte per l'ultima volta da una stessa persona, l'abate Simone.
Il territorio della diocesi bobbiese fu ricavato in parte assommando i feudi del monastero rimasti indipendenti nell'area dell'Appennino in cui oggi si incontrano i territori regionali di Emilia, Liguria, Lombardia e Piemonte; e in parte dalla parziale restituzione di territori sia da parte della diocesi di Tortona (Oltrepò) che della diocesi di Piacenza.
Nel 1017, il vescovo e abate Attone decise di spostarsi temporaneamente nell'antica chiesa romana di Santa Maria (di cui rimangono i resti assieme alla torre detta "del vescovo" accanto al castello Malaspina-Dal Verme). Nominò come abate Bosone, separando il vescovato dall'abbazia. Successivamente il prestigio del vescovo di Bobbio aumentò grazie ad importanti donazioni che fecero espandere la diocesi su tutta la val Trebbia verso Genova, in val Tidone, in valle Staffora e dell'affluente Nizza verso Pavia, ed in val Nure, in Val d'Aveto, valle Sturla, valle del Ceno e val di Taro ed in val Fontanabuona fino in Lunigiana. La circoscrizione episcopale territoriale quindi era molto estesa e frastagliata, con una rete di chiese dispersa su un'area geografica molto vasta, ma stretta fra le diocesi di Tortona, Piacenza e Genova, e che soltanto intorno a Bobbio e alla val Trebbia era compatta.
Sigifredo fu dal 1028 il primo vescovo-conte di Bobbio per concessione dell'imperatore Corrado II nel diploma del 23 dicembre 1027, con il quale l'imperatore determinò le proprietà e il territorio della diocesi. Oltre ai beni della diocesi di Bobbio vennero definite anche le proprietà spettanti al monastero di San Paolo di Mezzano Scotti, a cui toccarono anche i beni posti nella valle del Tidoncello; al monastero di San Colombano di Bobbio andavano anche i fondi posti a Nibbiano e in Val Tidone. La quota dei beni toccati al vescovado bobbiese era per estensione e per importanza superiore a quella toccata al monastero: quest'enorme patrimonio, che nei secoli successivi fu in varie maniere dilapidato e perduto, nei primi tempi assicurò al vescovado una ricchezza enorme ed insperata.
Luizo (o Luizone) (1046-1058), vescovo e abate del monastero, intervenne nel 1046 ad un sinodo di Pavia. Fece una donazione di alcuni beni ai suoi canonici. Opizo (o Opizone) (1059-1068), vescovo e abate del monastero, partecipa al sinodo romano dell'aprile 1059.
Nel 1075, però, il vescovo-abate conte Guarnerio (1073-1095) spostò la sede della diocesi nella nuova cattedrale di Santa Maria Assunta, traslandone il titolo dalla precedente sede temporanea al castello, e costruì la prima chiesa del santuario della Madonna del Penice; nel 1081 tradì papa Gregorio VII per l'imperatore Enrico IV subendo la scomunica. Venne nominato come suo successore il vescovo Ugone, che poté insediarsi solo dopo la fuga di Guarnerio nel 1095. Da questo avvenimento iniziò il declino della diocesi e di Bobbio. Gli immediati successori di Guarnerio riusciranno a malapena a mantenere in vita il potere comitale, ma intorno al 1125 si ritorna alla formula vescovo-abate, con l'elezione del vescovo Simone Malvicino.
Il vescovo Ugo (o Ugone) è persona pressoché sconosciuta: di lui rimane traccia solo nella serie cronologica dei vescovi posta in atto alla fine del sinodo del 1729 dal vescovo Cornaccioli. Il vescovo Alberto I modificò l'altare della cattedrale facendolo girare verso l'abside e ponendo al centro una grande croce, donò una lampada e diede disposizioni perché continuasse ad ardere ininterrottamente davanti al crocifisso, fece donazioni anche al monastero.
All'epoca di Simone Malvicino la sede bobbiese divenne suffraganea della neoeretta sede metropolitana di Genova (1133). Secondo Savio la prima volta menzione di questa subordinazione si trova in una bolla di papa Alessandro III del 19 aprile 1161. Di tanto in tanto sorsero controversie sorte tra il vescovo ed i monaci, perciò, nel 1199, papa Innocenzo III pubblicò due bolle in cui restituiva all'abbazia poteri spirituali e temporali, ma, al contempo, autorizzava il vescovo a deporre un abate se questi non gli avesse obbedito.
Nel 1152 i ghibellini riuscirono ad impadronirsi del palazzo episcopale ed il vescovo Oberto Malvicino venne trucidato causando l'intervento dell'imperatore Federico Barbarossa, che nominò come amministratore apostolico temporaneo il vescovo Guglielmo da Oneto. Tuttavia, nel 1173, Piacenza espugnò Bobbio che entrò nella Lega Lombarda; con il recupero della città l'abate e vescovo titolare Oglero Malvicino recuperò la piena carica.
Nel 1184 venne nominato vescovo sant'Alberto Avogadro: resse la diocesi un solo anno e poi fu trasferito prima a Vercelli e poi divenne patriarca di Gerusalemme dove morì assassinato il 14 settembre 1214.
Il vescovo Oberto Rocca, dopo aver avuto fiere controversie con i monaci dell'abbazia, rispettò l'arbitrato di papa Innocenzo III che pose fine alle discordie nel 1218. Successivamente dovette però affrontare il malcontento popolare circa la sua amministrazione temporale, tantoché nel 1230 rimise al comune di Piacenza ogni potere temporale per cinquant'anni, in cambio di una pensione annua.
Sotto il vescovo Alberto de Andito iniziò a Bobbio la costruzione della chiesa e monastero di San Francesco, sopra il terreno donato allo stesso frate venuto in città a dirimere una delle solite controversie fra abate e vescovo. Nel 1273 abdicò sotto papa Gregorio X. All'epoca del vescovo Giovanni Gobbi iniziò invece la costruzione del convento di Santa Chiara. Il vescovo domenicano Giordano Montecucco riformerà il monastero e farà deporre l'abate Alberto. Sotto il vescovo Alessio Seregno venne edificata la chiesa di San Lorenzo e fu istituita l'omonima confraternita. Il vescovo Marziano Buccarini riedificò il palazzo vescovile devastato da un incendio e il 30 settembre 1448 eseguì la bolla di papa Niccolò V che soppresse l'ordine colombaniano e assegnò il monastero alla congregazione benedettina di Santa Giustina di Padova. Inoltre nel 1458 impose la clausura per le monache di Santa Chiara.
Nel 1565 il cardinale Francesco Abbondio Castiglioni celebrò il primo sinodo diocesano, il primo di una lunga serie che continuò fino al vescovo Antonio Maria Gianelli. Il vescovo Camillo Aulari decise la fondazione del seminario e pose, inoltre, gli Eremitani di Sant'Agostino provenienti da Montebruno nella chiesa di San Nicola (1604). Sotto il vescovo Marco Antonio Bellini vi fu il restauro della chiesa di San Lorenzo ed avvennero le manifestazioni miracolose della Madonna dell'Aiuto. La costruzione del santuario della Madonna dell'Aiuto iniziò con il successore Francesco Maria Abbiati, che restaurerà il palazzo vescovile ed il santuario del Penice. Il vescovo Alessandro Porro terminò il restauro della sede episcopale, la costruzione del santuario dell'Aiuto e consegnò al seminario la chiesa di San Nicola; il successore Bartolomeo Capra costruì la nuova sede del Seminario. Il vescovo Ildefonso Manara fece affrescare da Francesco Porro la cattedrale ed il palazzo vescovile. Il vescovo Carlo Cornaccioli terminò i lavori della cattedrale ed istituì l'archivio-biblioteca vescovile; a lui si deve nel 1729 una cronotassi dei presuli bobbiesi facendo decorare il salone d'onore dell'episcopio con le immagini di tutti i vescovi dallo stesso Porro; la serie verrà in seguito ridefinita dai successori. Il vescovo Gaspare Lancellotto Birago fu l'unico vescovo a farsi seppellire nel santuario della Madonna dell'Aiuto, cui era molto devoto. Il vescovo Ludovico Therin Bonesio iniziò la costruzione del nuovo ospedale vescovile di fronte al santuario dell'Aiuto.
Tra il XIV secolo ed il XVII secolo, il patrimonio fondiario della mensa vescovile di Bobbio e dintorni contava cinque pievi e ventuno chiese, mentre il territorio della diocesi contava cinque arcipresbiterati, ventiquattro rettorie e due annesse.
In epoca napoleonica, la diocesi fu soppressa dal 1803 al 1817, assieme a tutti i monasteri e conventi, compreso quello di San Colombano; in questo periodo il territorio bobbiese fu annesso, assieme alla soppressa diocesi di Tortona, dapprima alla diocesi di Alessandria e poi con quest'ultima, dal 17 luglio 1805, a quella ricostituitasi di Casale Monferrato. Bobbio fu declassato a distretto ecclesiastico, che accorpò le parrocchie dapprima tortonesi di Sant'Alberto di Butrio e Sant'Eusebio di Fortunago (sotto il vicariato già bobbiese di Val di Nizza); Cencerate, Colleri, Pregola (sotto il vicariato già bobbiese della Pieve di Montarsolo di Corte Brugnatella); Ottone, Campi, Gorreto, Cerignale, Carisasca, Orezzoli, Zerba, Selva, Alpepiana, Rezzoaglio, Allegrezze (con Ottone capopieve); Rovegno, Fontanarossa, Alpe, Casanova, Cabanne, Canale, Priosa, Fontanigorda (con Rovegno capopieve).
Nel 1817 il re di Sardegna Vittorio Emanuele I propose a papa Pio VII la restaurazione della diocesi bobbiese. La diocesi fu nuovamente eretta il 17 luglio 1817 con la bolla Beati Petri e contestualmente aggregata alla provincia ecclesiastica di Genova. Il 23 novembre il vicario apostolico Francesco Carnevale lesse nella cattedrale di Bobbio le lettere apostoliche della nuova erezione; nel maggio 1818 fu nominato vescovo Isaia Volpi.
Il territorio nel 1818 contava 44 parrocchie: 14 parrocchie fra l'Oltrepò e la val Tidone nei vicariati di Zavattarello, Val di Nizza e Oramala, da sempre dipendenti da Bobbio, passarono alla diocesi di Tortona, mentre da quest'ultima diocesi furono acquisite le parrocchie di Allegrezze, Alpepiana, Cabanne, Canale, Cariseto, Casanova, Cerignale, Fontanigorda, Orezzoli, Ottone, Priosa, Rezzoaglio, Rovegno e Zerba; rimasero sotto Tortona i vicariati di Gorreto e di Pej di Zerba.
Dal 1838 al 1846 vescovo di Bobbio fu sant'Antonio Maria Gianelli, secondo patrono della città e fondatore dell'ordine delle Figlie di Maria Santissima dell'Orto, note come suore gianelline, che collocò nella chiesa di San Nicola e nell'ospedale vescovile.
Il vescovo Pasquale Morganti il 9 luglio 1903 fondò il settimanale cattolico diocesano La Trebbia.
Il 4 agosto 1923, in forza del breve Quandoquidem hoc di papa Pio XI, i vescovi di Bobbio aggiunsero al proprio il titolo honoris causa di abati di San Colombano.
Il vescovo Pietro Zuccarino diede avvio alla costruzione del nuovo seminario, inaugurato nel 1960, e la trasformazione del vecchio seminario in archivio storico diocesano, dove sono stati scoperti alcuni codici pergamenacei miniati del monastero di San Colombano soppresso nel 1803.
Il 7 dicembre 1963, con la lettera apostolica Felix sane, papa Paolo VI proclamò Sant'Antonio Maria Gianelli e San Colombano, patroni principali della diocesi.
Il 7 marzo 1974 venne nominato come amministratore apostolico della diocesi, vacante dopo la morte dell'ultimo vescovo Pietro Zuccarino, il cardinale Giuseppe Siri, arcivescovo di Genova. A lui, il 16 maggio dello stesso anno, venne affiancato in qualità di vescovo ausiliare per questa diocesi monsignor Giacomo Barabino, rimasto fino al 1989, quando prese possesso della diocesi di Ventimiglia-Sanremo, cui era stato trasferito.
Il 30 settembre 1986 la diocesi bobbiese, costituita da 71 parrocchie, suddivise fra le province di Piacenza, Genova, Pavia e Parma, venne annessa plena unione a quella di Genova, in forza del decreto Instantibus votis della Congregazione per i vescovi; la nuova circoscrizione ecclesiastica assunse il nome di arcidiocesi di Genova-Bobbio.

### Diocesi di Piacenza-Bobbio
Il 16 settembre 1989, con il decreto Pastoralis collocatio della Congregazione per i vescovi, il territorio dell'antica diocesi di Bobbio venne staccato da Genova ed aggregato a Piacenza formando la nuova diocesi di Piacenza-Bobbio; contestualmente tre parrocchie in valle Sturla furono unite alla diocesi di Chiavari: San Bartolomeo a Borzonasca, Santi Vincenzo e Anastasio a Caregli e Santa Margherita a Brizzolara.
Su ciò che rimane del territorio della diocesi di Bobbio è stato costituito il vicariato di Bobbio, con vari spostamenti territoriali fra vicariati; le parrocchie di Mezzano Scotti di Bobbio, Peli e Scabiazza di Coli, Ozzola di Corte Brugnatella, Castagnola, Cattaragna con Salsominore di Ferriere si sono aggregate al vicariato bobbiese; mentre le parrocchie di Caminata, Trebecco di Nibbiano e Lazzarello di Pecorara sono passate nel vicariato della val Tidone; e quelle di Calice, Casalporino, Drusco e Romezzano di Bedonia sono passate nel vicariato di val di Taro e val di Ceno.
Il territorio si è modificato il 14 gennaio 2003, quando la diocesi di Piacenza-Bobbio ha acquisito 6 parrocchie da Parma, Massa Carrara-Pontremoli e Fidenza, cedendo al contempo 2 parrocchie a Parma e 10 a Fidenza.
Il 24 settembre 2018 la Congregazione per i vescovi ha confermato che il titolo di abate di San Colombano, attribuito il 4 agosto 1923 ai vescovi di Bobbio, è passato di diritto ai vescovi di Piacenza-Bobbio.

## Cronotassi dei vescovi
Si omettono i periodi di sede vacante non superiori ai 2 anni o non storicamente accertati.

### Vescovi di Piacenza
- San Vittore † (IV secolo)
- San Savino † (prima del 381 - dopo il 392/393)
- San Mauro † (prima metà del V secolo)
- San Floriano †[31]
- Majorano † (menzionato nel 451)
- Avito † (456 - ?)
- Placido † (457 ?)
- Silvano (o Silvino) † (483 ?)
- Giovanni I † (503 ?)
- Seufredo † (532 ?)[32]
- Siro † (540 ?)
- Vindemiale † (560 ?)
- Bonifacio † (590?)[33]
- Giovanni II † (595 ?)[34]
- Catarasino, O.S.B. † (VII secolo)
- Donnino † (VII secolo)
- Floriano II † (VII secolo)
- Placenzio † (menzionato nel 680)
- Giovanni III † (fine VII secolo - inizio VIII secolo)
- Oldoardo (o Aldoardo) † (VIII secolo)
- Tommaso I, O.S.B. † (prima del 744 - dopo il 746)
- Desiderio † (VIII secolo)
- Giuliano † (menzionato nell'808)
- Podone † (prima dell'820 - 19 giugno 839 deceduto)
- Seufredo II † (menzionato nell'855)
- Paolo I † (prima dell'874 - dopo l'882)
- Mauro II † (menzionato nell'885)[35]
- Bernardo I † (890 - 893 deceduto)
- Everardo † (menzionato nel 901)
- Guido I, O.S.B. † (circa 904 - circa 940)
- Bosone † (X secolo)
- Sigolfo † (prima del 951 - 988 deceduto)
- Giovanni IV Filagato, O.S.B. † (988 succeduto - 997)
- Sigifredo, O.S.B. † (997 - 14 aprile 1031 deceduto)
- Pietro I † (1031 - circa 1038 deceduto)
- Aicardo † (1038 - ?)
- Ivo † (prima di aprile 1040 - circa 1045 deceduto)
- Guido II † (1045 - 1049)
- Dionigi † (1049 - 1075 deposto)
- Maurizio † (1076 - ?)
- San Bonizone † (1082 - 14 luglio 1089 deceduto)
- Vindricio † (1091 - dopo ottobre 1095)
- Aldo † (1096 - 1118)
- Arduino † (1118 - 1147 deceduto)
- Giovanni V, O.Cist. † (1147 - 1155 dimesso)
- Ugo Pierleoni † (1155 - 1166 deceduto)
- Tedaldo, C.R.L. † (giugno 1167 - 25 maggio 1192 deceduto)
- Ardizzone, C.R.S.A. † (1º luglio 1192 - 3 giugno 1199 deceduto)
- Grimerio della Porta, O.Cist. † (11 luglio 1199 - 8 aprile 1210 deceduto)
- San Folco Scotti † (1210 - 1216 nominato vescovo di Pavia)
- Vicedomino Cossadoca Alberico † (5 ottobre 1217 - 14 febbraio 1235 deceduto)
- Egidio, O.Cist. † (1236 - 3 maggio 1243 deceduto)
- Beato Alberto Prandoni, O.E.S.A. † (14 marzo 1244 - 1257 nominato vescovo di Ferrara)
- Filippo Fulgoso † (1257 - 1294 deceduto)
- Alberigo Visconti † (16 aprile 1295 - 28 febbraio 1301 nominato vescovo di Fermo)
- Rainerio, O.Cist. † (1301 - 1301 deceduto)
- Uberto degli Avvocati † (3 luglio 1301 - 1302 dimesso)[36]
- Ugo Pelosi † (5 maggio 1302 - 14 febbraio 1317 deceduto)
  - Federico Maggi † (circa 1317 - 1323 deceduto) (vescovo eletto)[37]
- Bernardo Cario † (10 marzo 1323 - 1330 ? deceduto)
- Rogerio Caccia † (7 dicembre 1338 - 1354 deceduto)[38]
- Pietro Cocconato † (20 febbraio 1355 - 1372 deceduto)
- Francesco Castiglioni, C.R.L. † (1º dicembre 1372 - 1373 deceduto)
- Uberto Zagno † (16 maggio 1373 - ? deceduto)
- Corrado Giorgi, O.S.B. † (9 giugno 1376 - ?)
- Andrea Segazeno, O.E.S.A. † (4 novembre 1381 - 14 gennaio 1383 nominato vescovo di Brescia)
- Guglielmo Centueri, O.F.M. † (17 giugno 1383 - 27 settembre 1386 nominato vescovo di Pavia)
- Pietro Filargo, O.F.M. † (5 ottobre 1386 - 23 gennaio 1388 nominato vescovo di Vicenza, successivamente eletto antipapa con il nome di Alessandro V)
- Pietro Maineri † (24 aprile 1388 - 1404 deceduto)
- Branda Castiglioni † (16 agosto 1404 - 1409 dimesso)
- Bartolomeo Caccia, O.P. † (10 luglio 1409 - 1410 o 1411)
- Alessio da Seregno, O.F.M. † (27 agosto 1411 - 1º gennaio 1447 deceduto)
- Nicolò Amidano † (15 gennaio 1448 - 19 marzo 1453 nominato arcivescovo di Milano)
- Giovanni Campesi † (23 marzo 1453 - 12 aprile 1475 deceduto)
- Michele Marliani † (24 aprile 1475 - 12 ottobre 1475 deceduto)
- Sagramoro Sagramori † (23 ottobre 1475 - 15 gennaio 1476 nominato vescovo di Parma)
- Fabrizio Marliani † (15 gennaio 1476 - 1508 deceduto)
- Antonio IV Trivulzio † (31 luglio 1508 - 9 gennaio 1509 nominato vescovo di Asti)
- Vasino Malabayla † (1º febbraio 1509 - 26 settembre 1519 nominato vescovo di Asti)
- Antonio IV Trivulzio † (26 settembre 1519 - 1519 deceduto) (per la seconda volta)
  - Scaramuccia Trivulzio † (1519 - 31 maggio 1525 dimesso) (amministratore apostolico)
- Catalano Trivulzio † (31 maggio 1525 - 1559 deceduto)
- Gianbernardino Scotti † (9 agosto 1559 - 1568 dimesso)
- Beato Paolo Burali d'Arezzo, C.R. † (23 luglio 1568 - 19 settembre 1576 nominato arcivescovo di Napoli)
- Tommaso Gigli † (12 novembre 1576 - 1578 deceduto)
- Filippo Sega † (3 ottobre 1578 - 29 maggio 1596 deceduto)
- Claudio Rangoni † (2 dicembre 1596 - 13 settembre 1619 deceduto)
- Giovanni Linati † (13 gennaio 1620 - 2 aprile 1627 deceduto)
- Alessandro Scappi † (17 maggio 1627 - 20 giugno 1650 deceduto)
  - Maffiolo † (1650 o 1651 - 29 luglio 1651 deceduto) (vescovo eletto)[39]
- Giuseppe Zandemaria † (9 novembre 1654 - 6 aprile 1681 deceduto)
  - Sede vacante (1681-1688)
- Giorgio Barni † (17 maggio 1688 - 31 agosto 1731 deceduto)
- Gherardo Zandemaria † (17 dicembre 1731 - 5 novembre 1746 deceduto)
- Pietro Cristiani † (10 aprile 1747 - 21 ottobre 1765 deceduto)
- Alessandro Pisani † (2 giugno 1766 - 14 marzo 1783 deceduto)
- Gregorio Cerati † (18 luglio 1783 - 17 febbraio 1807 deceduto)
- Etienne de Paule de Fallot de Béaupré de Beaumont † (3 agosto 1807 - 7 aprile 1817 dimesso)
- Carlo Scribani Rossi † (28 luglio 1817 - 21 ottobre 1823 deceduto)
- Lodovico Loschi † (3 maggio 1824 - 14 giugno 1836 deceduto)
- Luigi Sanvitale † (21 novembre 1836 - 25 ottobre 1848 deceduto)
- Antonio Ranza † (2 aprile 1849 - 20 novembre 1875 deceduto)
- San Giovanni Battista Scalabrini † (28 gennaio 1876 - 1º giugno 1905 deceduto)
- Giovanni Maria Pellizzari † (12 settembre 1905 - 18 settembre 1920 deceduto)
- Ersilio Menzani † (16 dicembre 1920 - 30 giugno 1961 deceduto)
- Umberto Malchiodi † (30 giugno 1961 succeduto - 3 ottobre 1969 ritirato[40])
- Enrico Manfredini † (4 ottobre 1969 - 18 marzo 1983 nominato arcivescovo di Bologna)
- Antonio Mazza † (20 agosto 1983 - 16 settembre 1989 nominato vescovo di Piacenza-Bobbio)

### Vescovi di Bobbio

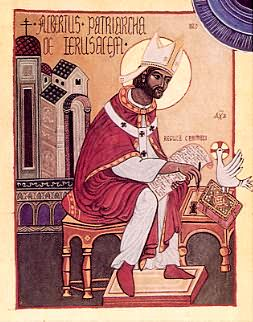
SantAlberto Avogadro, vescovo di Bobbio dal 1184 al 1185

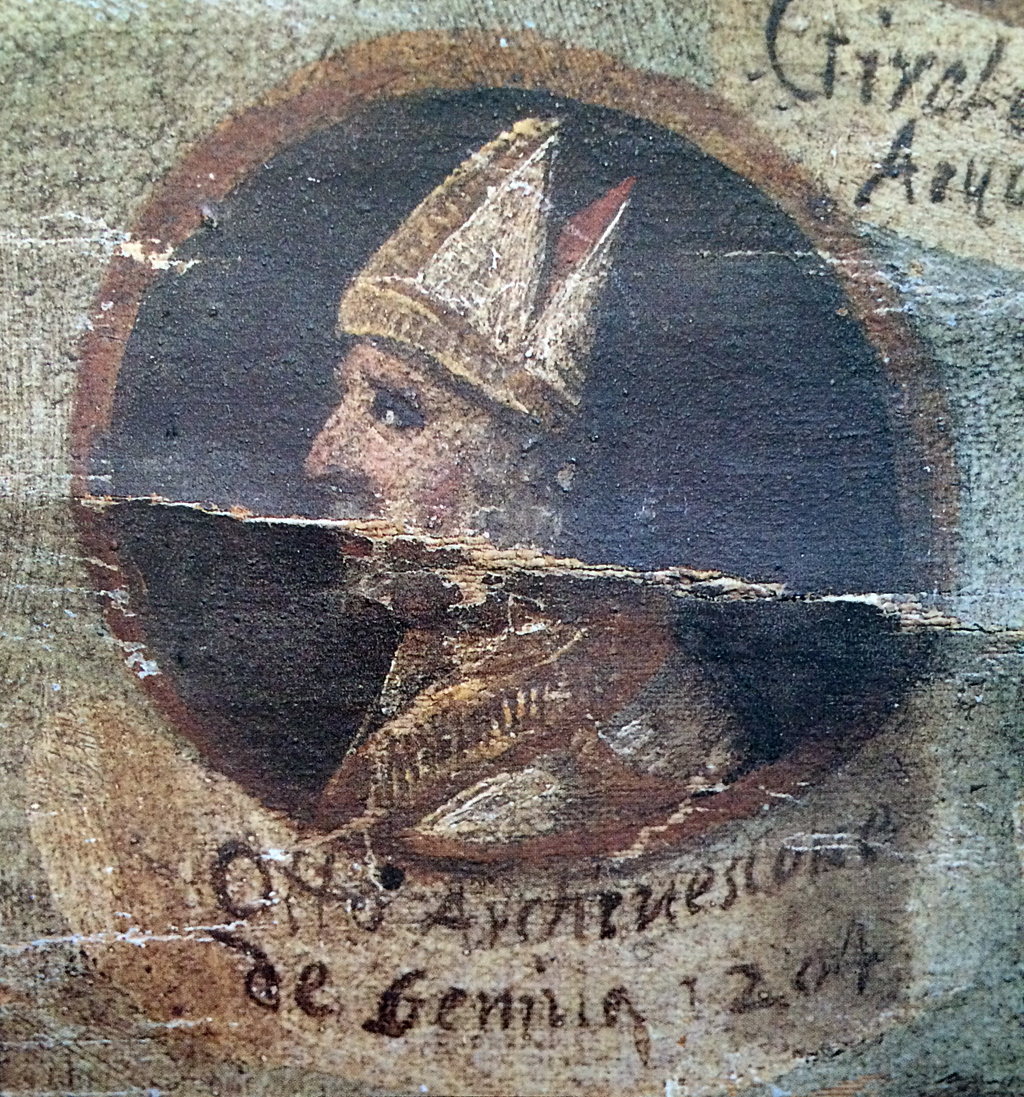
Ottone Ghilini, vescovo di Bobbio dal 1185 al 1203

- Pietroaldo † (febbraio 1014 - dopo l'8 aprile 1017 deceduto)[41]
- Attone (o Atto) † (1017 - 1027 deceduto)
- Sigefredo (o Sigifredo) † (prima del 23 ottobre 1027 - 1046 ? deceduto)
- Luisone (o Luizo) † (prima di ottobre 1046 - 1058 ? deceduto)
- Opizzone (o Opizo) † (prima di aprile 1059 - 1068 ? deceduto)[41]
- Guarnerio † (1068 - ?)[42]
- Ugo † (1085 - 1098 ? deceduto)[43]
- Alberto I † (1098 - 1118 ? deceduto)[41]
- Oddone (o Oddo) † (menzionato nel 1118)
- Pallemone (? - 1125)
- Simone Malvicino † (prima di novembre 1125 - 1148 deceduto)
- Oberto Malvicino † (1148 - 1152 deceduto)[41]
- Oglerio Malvicino † (prima dell'8 luglio 1153 - circa 1176 deceduto)
- Gandolfo † (1177 - dopo il 20 gennaio 1184 deceduto)
- Sant'Alberto Avogadro † (1184 - dopo il 9 gennaio 1185 nominato vescovo di Vercelli)
- Ottone Ghilini † (1185 - 18 novembre 1203 nominato arcivescovo di Genova)
- Oberto Rocca C.R.S.A. † (1203 - 1233 deceduto)
- Alberto De Andito † (giugno 1233 - 1273 dimesso)[44]
- Giovanni Gobbi, C.R.S.A. † (18 gennaio 1274 - 1296 deceduto)
- Pietro Rubiani, O.P. † (1296 - 1326 deceduto)
- Giordano Montecucco, O.P. † (24 ottobre 1326 - 1339 deceduto)
- Carlo Calvi † (1339 - 1362 deceduto)
- Roberto Lanfranchi, O.E.S.A. † (6 aprile 1362 - 1396 deceduto)[45]
- Uberto Torano † (10 gennaio 1396 - 1404 deceduto)
- Alessio da Seregno, O.F.M. † (26 settembre 1404 - 20 agosto 1409 nominato vescovo di Gap)
- Lancellotto Fontana, O.F.M. † (5 ottobre 1409 - 1418 deceduto)
- Daniele Pagano † (20 novembre 1418 - 13 gennaio 1447 deceduto)
- Marliano Baccarini (o Marziano Buccarini) † (6 settembre 1447 - 24 novembre 1463 deceduto)
  - Antonio Bernuzio † (1463 - 1463 deceduto) (vescovo eletto)
- Facino Stefano Ghilini, O.P. † (31 ottobre 1465 - 1472 deceduto)
- Giovanni de Mondani † (20 aprile 1472 - 15 settembre 1482 deceduto)
- Lucchino Trotti † (7 ottobre[46] 1482 - 1494 deceduto)
- Bernardino Ilcino, O.E.S.A. † (25 maggio 1495 - 1500 deceduto)[47]
- Giovanni Battista Bagarotto † (8 aprile 1500 - 1519 dimesso)
  - Agostino Trivulzio † (26 settembre 1522 - 27 maggio 1524 dimesso) (amministratore apostolico)
- Ambrogio Trivulzio † (27 maggio 1524 - 1546 deceduto)
- Borso Merli † (15 novembre 1546 - 1560 dimesso)
- Sebastiano Donati † (29 novembre 1560 - 1561 deceduto)
- Francesco Abbondio Castiglioni † (9 gennaio 1562 - 14 novembre 1568 deceduto)
- Eugenio Camuzzi † (19 novembre 1568 - 8 maggio 1602 deceduto)
- Camillo Aulari † (26 agosto 1602 - 11 gennaio 1607 deceduto)
- Marco Antonio Bellini † (12 febbraio 1607 - 1618 deceduto)
- Francesco Maria Abbiati † (3 dicembre 1618 - 5 agosto 1650 deceduto)
- Alessandro Porro, C.R. † (5 dicembre 1650 - 15 settembre 1660 deceduto)
- Bartolomeo Capra † (8 agosto 1661 - luglio 1693 deceduto)
- Carlo Giuseppe Morozzo, O.Cist. † (22 dicembre 1693 - 27 gennaio 1698 nominato vescovo di Saluzzo)
- Ambrogio Croce, O.S.B. † (15 settembre 1698 - 20 aprile 1713 deceduto)[48]
- Carlo Francesco Gallarino † (17 gennaio 1714 - settembre 1716 deceduto)
- Ildefonso Manara, B. † (7 dicembre 1716 - 21 marzo 1726 deceduto)
- Carlo Cornaccioli, O.Carm. † (3 giugno 1726 - 17 gennaio 1737 deceduto)
- Giuseppe Ludovico de Andújar, O.P. † (6 maggio 1737 - 11 marzo 1743 nominato vescovo di Tortona)
- Bernardino Campi † (11 marzo 1743 - marzo 1746 deceduto)
- Gaspare Lancellotto Birago † (14 giugno 1746 - novembre 1765 deceduto)
- Ludovico Therin Bonesio, O.F.M.Cap. † (27 gennaio 1766 - 28 luglio 1780 deceduto)
  - Antonio Martini † (1780 - 25 giugno 1781 nominato arcivescovo di Firenze) (vescovo eletto)[49]
- Carlo Nicola Maria Fabi, O.E.S.A. † (17 settembre 1781 - 16 marzo 1803 deceduto)[50]
  - Sede soppressa (1803-1817)
- Isaia Volpi, O.F.M.Cap. † (25 maggio 1818 - 23 settembre 1830 deceduto)
- Giovanni Giuseppe Cavalleri, O.F.M.Cap. † (2 luglio 1832 - 8 agosto 1836 deceduto)
- Sant'Antonio Maria Gianelli † (12 febbraio 1838 - 7 giugno 1846 deceduto)
  - Sede vacante (1846-1849)
- Pietro Giuseppe Vaggi, O.F.M.Cap. † (28 settembre 1849 - 22 novembre 1869 deceduto)
  - Sede vacante (1869-1872)
- Enrico Gajo, O.F.M.Cap. † (29 luglio 1872 - 31 gennaio 1880 deceduto)
- Giovanni Battista Porrati † (20 agosto 1880 - 24 febbraio 1902 deceduto)
- Pasquale Morganti † (9 giugno 1902 - 14 novembre 1904 nominato arcivescovo di Ravenna)
- Carlo Castelli † (14 novembre 1904 - 14 luglio 1906 nominato arcivescovo di Fermo)
- Luigi Maria Marelli † (16 dicembre 1907 - 15 dicembre 1914 nominato vescovo di Bergamo)
- Pietro Calchi Novati † (21 dicembre 1914 - 8 luglio 1927 nominato vescovo di Lodi)
- Matteo Pellegrino † (17 dicembre 1928 - 23 febbraio 1936 deceduto)
- Bernardo Bertoglio † (15 febbraio 1937 - 13 ottobre 1953 deceduto)
- Pietro Zuccarino † (29 novembre 1953 - 24 agosto 1973 deceduto)
  - Sede vacante (1973-1986)[51]

### Arcivescovi di Genova-Bobbio
- Giuseppe Siri † (30 settembre 1986 - 6 luglio 1987 ritirato)
- Giovanni Canestri † (6 luglio 1987 - 16 settembre 1989 nominato arcivescovo di Genova)

### Vescovi di Piacenza-Bobbio
- Antonio Mazza † (16 settembre 1989 - 1º dicembre 1994 ritirato)[52]
- Luciano Monari (23 giugno 1995 - 19 luglio 2007 nominato vescovo di Brescia)
- Gianni Ambrosio (22 dicembre 2007 - 16 luglio 2020 ritirato)
- Adriano Cevolotto, dal 16 luglio 2020

## Calendario liturgico proprio della diocesi
| Data         | Celebrazione |
| ------------ | --- |
| 10 gennaio   | Beato Gregorio X, papa                                                                                           |
| 18 gennaio   | Sante Liberata e Faustina, vergini                                                                               |
| 19 febbraio  | San Corrado Confalonieri, eremita                                                                                |
| 26 aprile    | Santa Franca, vergine                                                                                            |
| 6 maggio     | Beata Rosa Gattorno, religiosa                                                                                   |
| 2 giugno     | San Giovanni Battista Scalabrini, vescovo                                                                        |
| 7 giugno     | Sant'Antonio Gianelli, vescovo                                                                                   |
| 17 giugno    | Beato Paolo Burali, vescovo                                                                                      |
| 4 luglio     | Sant'Antonino, martire, patrono della città di Piacenza e della diocesi                                          |
| 28 luglio    | San Raimondo Palmerio, pellegrino                                                                                |
| 4 settembre  | Beata Brigida Morello, religiosa                                                                                 |
| 26 settembre | Santa Giustina, martire, compatrona della diocesi                                                                |
| 12 ottobre   | Sant'Opilio, diacono                                                                                             |
| 26 ottobre   | Santi Vittore, Mauro e Fulco Scotti, vescovi                                                                     |
| 5 novembre   | San Gerardo della Porta; santi Pellegrino, Gelasio, Eusebio, Vittoria, Donnino, Vittore, e beato Filippo Suzzani |
| 13 novembre  | Sant'Andrea Avellino, sacerdote                                                                                  |
| 23 novembre  | San Colombano, abate, compatrono della diocesi                                                                   |
| 11 dicembre  | San Savino, vescovo                                                                                              |

## Statistiche
La diocesi nel 2021 su una popolazione di 324.685 persone contava 286.541 battezzati, corrispondenti all'88,3% del totale.
| anno                       | popolazione | popolazione | popolazione | presbiteri | presbiteri | presbiteri | presbiteri                | diaconi | religiosi | religiosi | parrocchie |
| anno                       | battezzati  | totale      | %           | numero     | secolari   | regolari   | battezzati per presbitero | diaconi | uomini    | donne     | parrocchie |
| -------------------------- | ----------- | ----------- | ----------- | ---------- | ---------- | ---------- | ------------------------- | ------- | --------- | --------- | ---------- |
| diocesi di Piacenza        |             |             |             |            |            |            |                           |         |           |           |            |
| 1950                       | 348.000     | 350.000     | 99,4        | 675        | 550        | 125        | 515                       |         | 122       | 600       | 365        |
| 1969                       | 301.500     | 304.000     | 99,2        | 596        | 480        | 116        | 505                       |         | 198       | 944       | 332        |
| 1980                       | 292.000     | 294.000     | 99,3        | 491        | 413        | 78         | 594                       |         | 108       | 590       | 380        |
| diocesi di Bobbio          |             |             |             |            |            |            |                           |         |           |           |            |
| 1950                       | 30.000      | 30.000      | 100,0       | 85         | 85         | -          | 352                       |         |           | 35        | 62         |
| 1958                       | 32.000      | 32.000      | 100,0       | 98         | 98         | -          | 326                       |         |           | 31        | 70         |
| 1969                       | 23.890      | 23.890      | 100,0       | 80         | 80         | -          | 298                       |         |           | 27        | 59         |
| 1980                       | 17.300      | 17.800      | 97,2        | 71         | 71         | -          | 243                       |         |           | 27        | 71         |
| diocesi di Piacenza-Bobbio |             |             |             |            |            |            |                           |         |           |           |            |
| 1990                       | 296.000     | 298.000     | 99,3        | 478        | 411        | 67         | 619                       | 19      | 94        | 586       | 428        |
| 1999                       | 287.000     | 289.000     | 99,3        | 397        | 341        | 56         | 722                       | 27      | 74        | 450       | 428        |
| 2000                       | 279.000     | 285.000     | 97,9        | 396        | 342        | 54         | 704                       | 30      | 69        | 448       | 428        |
| 2001                       | 279.000     | 285.000     | 97,9        | 396        | 339        | 57         | 704                       | 31      | 74        | 500       | 428        |
| 2002                       | 290.000     | 295.000     | 98,3        | 386        | 329        | 57         | 751                       | 33      | 69        | 399       | 428        |
| 2003                       | 290.000     | 297.000     | 97,6        | 372        | 318        | 54         | 779                       | 34      | 58        | 399       | 428        |
| 2004                       | 265.000     | 275.000     | 96,4        | 374        | 323        | 51         | 708                       | 34      | 55        | 365       | 428        |
| 2013                       | 321.400     | 335.340     | 95,8        | 287        | 245        | 42         | 1.119                     | 40      | 50        | 360       | 422        |
| 2016                       | 325.250     | 337.632     | 96,3        | 225        | 218        | 7          | 1.445                     | 42      | 11        | 298       | 420        |
| 2019                       | 314.632     | 335.359     | 93,8        | 201        | 189        | 12         | 1.565                     | 49      | 18        | 243       | 420        |
| 2021                       | 286.541     | 324.685     | 88,3        | 220        | 189        | 31         | 1.302                     | 50      | 43        | 256       | 418        |

## Mezzi di comunicazione
- Il Nuovo giornale, dal 1909 settimanale della diocesi a Piacenza.[53]
- La Trebbia, dal 1903 settimanale cattolico di Bobbio, Val Trebbia, Aveto e Oltrepenice.[54]
- PiacenzaDiocesi.Tv, dal 15 ottobre 2010 webtv della diocesi di Piacenza-Bobbio.[55]

### Per la sede di Piacenza
- Francesco Lanzoni, Le diocesi d'Italia dalle origini al principio del secolo VII (an. 604), vol. II, Faenza, 1927, pp. 813–819
- Giuseppe Cappelletti, Le Chiese d'Italia della loro origine sino ai nostri giorni, vol. XV, Venezia, 1859, p. 9-70
- (LA)  Pius Bonifacius Gams, Series episcoporum Ecclesiae Catholicae, Leipzig, 1931, pp. 745–747
- (LA)  Konrad Eubel, Hierarchia Catholica Medii Aevi, vol. 1, p. 401; vol. 2, p. 216; vol. 3, p. 275; vol. 4, p. 281; vol. 5, p. 317; vol. 6, p. 341
- (LA)  Decreto Quo aptius, AAS 56 (1964), pp. 1023–1024

### Per la sede di Bobbio
- (EN) Abbey and Diocese of Bobbio, in Catholic Encyclopedia, New York, Encyclopedia Press, 1913.
- Thietmaro di Merseburg, Chronicon, Ed. I. M. Lappenberg, MGH, Scriptores, libro III, pp. 723–871
- Palemone Luigi Bima, Serie cronologica dei Romani Pontefici e degli Arcivescovi e Vescovi di tutti gli stati di terraferma e di S.S.R.M. e di alcune del Regno di Sardegna, 2ª ed., Torino, Fratelli Favale, 1842. URL consultato il 29 dicembre 2022. Ospitato su https://books.google.it/.
- Giuseppe Cappelletti, Le Chiese d'Italia. Dalle origini ai giorni nostri., vol. 13, Venezia, Giuseppe Antonelli, 1857. URL consultato il 29 dicembre 2022. Ospitato su https://books.google.it/.
- Pietro Giacinto Pezzi, Antonio Maria Gianelli, Serie cronologica dei vescovi di Bobbio, corredata di notizie relative ai medesimi, Voghera, 1838
- Fedele Savio, Gli antichi vescovi d'Italia, dalle origini al 1300 descritti per regioni. Il Piemonte, Torino, 1898, pp. 158–174
- (FR)  F. Bonnard, v. Bobbio, in Dictionnaire d'histoire et de géographie ecclésiastiques, vol. IX, 1937, coll. 275-284
- Angiolino Bulla, Le visite pastorali post tridentine nella diocesi di Bobbio (1565-1606), Pontificia Università Gregoriana, Tesi dottorale, Roma, 1995, pp. 16-23
- Andrea Piazza, Monastero e vescovado di Bobbio. Dalla fine del X agli inizi del XIII secolo, Spoleto, 1997
- Bruna Boccaccia, La Cattedrale di Bobbio. Storia, descrizione e serie dei vescovi, Ed. Pontegobbo, 1997
- AA.VV. - 1014-2014 La Cattedrale di Bobbio - Nel millenario della città e della diocesi, a cura di Piero Coletto - Bobbio, Edizioni La Trebbia, novembre 2013
- (LA)  Decreto Instantibus votis, AAS 79 (1987), pp. 718–721
- Eleonora Destefanis e Paola Guglielmotti (a cura di), Diocesi di Bobbio: Formazione e sviluppi di un'istituzione millenaria, Firenze, Reti Medievali E-Book, 2015.
- (LA)  Pius Bonifacius Gams, Series episcoporum Ecclesiae Catholicae, Leipzig, 1931, pp. 813–814
- (LA)  Konrad Eubel, Hierarchia Catholica Medii Aevi, vol. 1, p. 139; vol. 2, p. 108; vol. 3, p. 136; vol. 4, p. 117; vol. 5, p. 122; vol. 6, p. 125